# Chamaeangis lanceolata
Chamaeangis lanceolata är en orkidéart som beskrevs av Victor Samuel Summerhayes. Chamaeangis lanceolata ingår i släktet Chamaeangis och familjen orkidéer. Inga underarter finns listade i Catalogue of Life.